# Tamara Larrea
Tamara Larrea Peraza (Havana, 25 de novembro de 1973) é uma ex-jogadora de vôlei de praia cubana.

## Carreira
Em 2000 ao lado de  Dalixia Fernández disputou os Jogos Olímpicos de Sydney.Foi medalhista de ouro nos Jogos Pan-Americanos de 2003 sediado em Santo Domingo além de atuarem nos Jogos Olímpicos de Verão de 2004 em Atenas e terminaram na décima nona posição, foram vice-campeãs na edição de 2007 no Rio de Janeiro.
Nos Jogos Centro-Americanos e do Caribe de 2006 em Cartagena das Índias esteve com essa mesma atleta na conquista da medalha de ouro.
Com Dalixia Fernández competiu nos Jogos Olímpicos de Verão de 2008.